# Flanville
Flanville (Duits: Flanheim) is een plaats en voormalige gemeente in het Franse departement Moselle in de regio Grand Est.
Flanville fuseerde op 21 augustus 1812 met Montoy tot de gemeente Montoy-Flanville, die op 1 januari 2017 fuseerde met Ogy tot de huidige commune nouvelle Ogy-Montoy-Flanville.
Flanville · Montoy (Haut & Petit) · Ogy · Puche · Saint-Agnan